# Claus Sluter

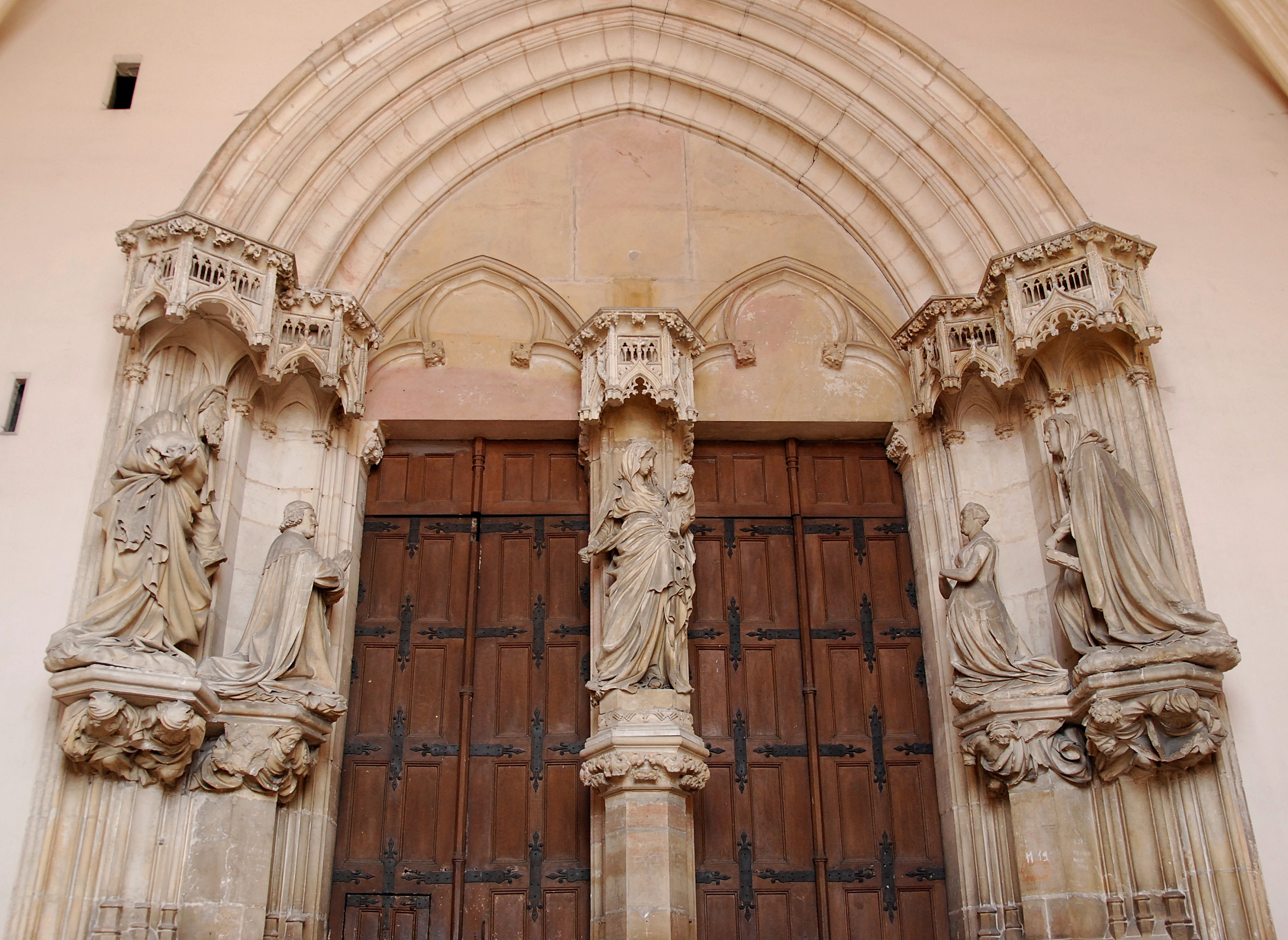
Champmol, portál s pěti sochami Clause Slutera

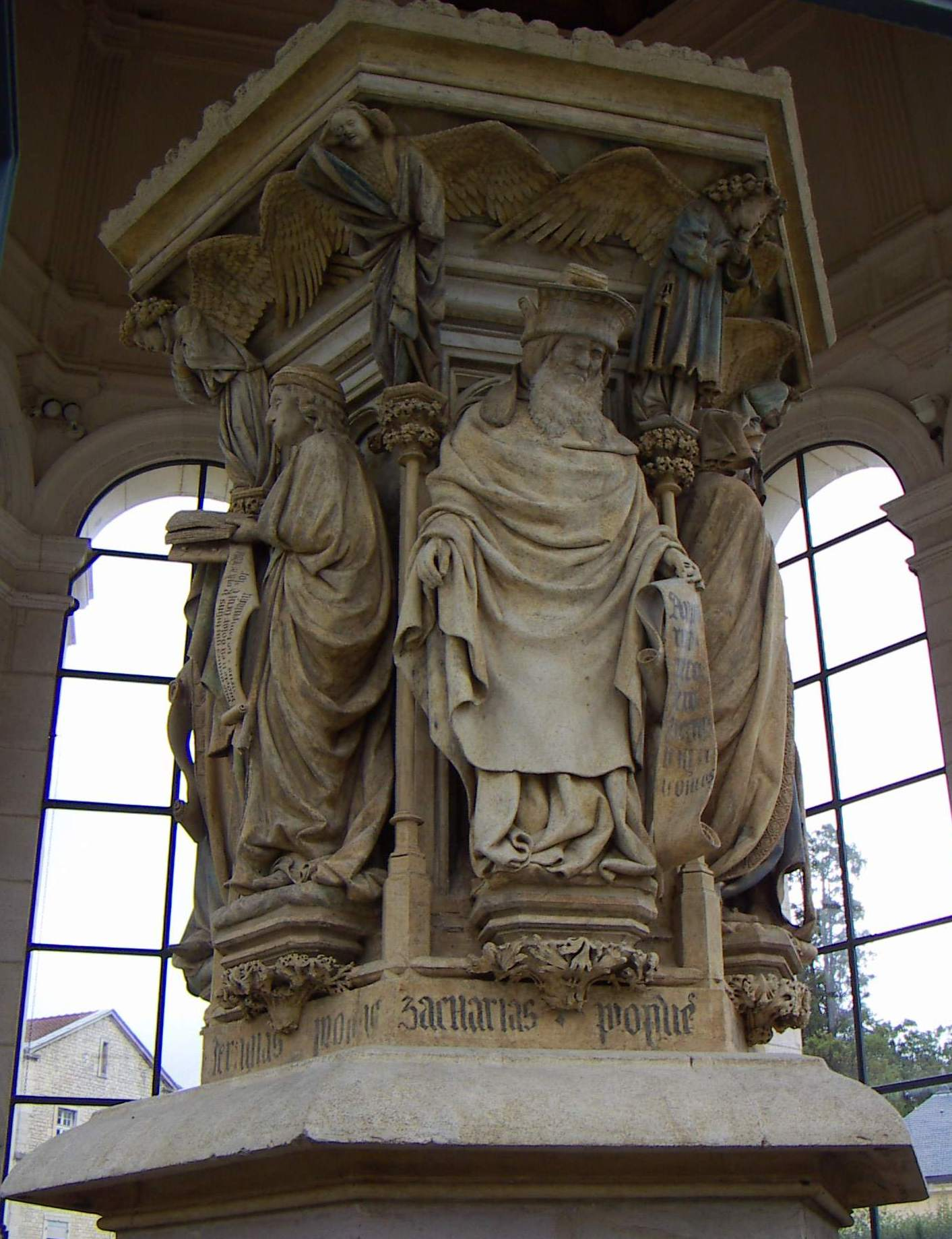
Mojžíšova studna v Champmolu

Claus Sluter (po 1340, Haarlem – 1405/1406, Dijon) byl původem nizozemský kamenosochař přelomu pozdní gotiky a renesance; vůdčí osobnost, která severským realismem otevřela cestu k renesanci, podobně jako v malbě Jan van Eyck.

## Život
Sluter prošel školením a první praxí v Nizozemí v rodinné dílně v Haarlemu. Dále pracoval v Bruselu. Roku 1385 přesídlil do Burgundska, kde byl v Dijonu zprvu pomocníkem dvorního sochaře burgundských vévodů Jeana de Marville a po jeho smrti od roku 1389 se stal sám dvorním sochařem bugundského vévody Filipa Smělého. Jako pomocníka a svého nástupce si přivedl synovce Clause z Werve.

## Dílo
Byl zakladatelem naturalismu v monumentálním figurálním kamenosochařství. Vyšel z klasické uměřenosti, v pozdních dílech dospěl k expresivnímu výrazu. Jeho nejvýznamnějším dílem je tzv. Mojžíšova kašna z let 1395–1403, vytesaná z pískovce na nádvoří kláštera kartuziánů v Champmolu, dnes místní část města Dijonu. Kašna stojí dodnes na původním místě, stejně jako Sluterova výzdoba tamního západního portálu klášterního kostela kartuziánů s klečícími postavami donátorů (která byla v 19. století zastavěna do nové kaple. Klášter slouží jako sídlo psychiatrické kliniky.
Poslední prací, na které Claus Sluter pracoval již se svým synovcem, byla náhrobní tumba bugundského vévody Filipa Smělého a jeho manželky, vytesaná z bílého a černého mramoru. Na horní ploše ji zdobí postavy zemřelých se dvěma anděly, a na bocích kartuziánští mniši v pohřebním procesí oplakávačů. Dílo bylo z kostela přeneseno do Muzea krásných umění v Dijonu.